# ديانا إيفانز
ديانا إيفانز (بالإنجليزية: Diana Evans)‏‏ (1971 - ) روائية، وصحفية من المملكة المتحدة.